# Andrij Volokitin
Andrij Oleksandrovič Volokitin (in ucraino Андрій Олександрович Волокітін?; Leopoli, 18 giugno 1988) è uno scacchista ucraino, Grande maestro dal 2001.
Nella lista FIDE di marzo 2013 ha un raggiunto il suo massimo punteggio Elo pari a 2725, al 25º posto nel mondo e al 3º posto tra i giocatori ucraini, dopo Vasyl' Ivančuk e Ruslan Ponomarëv .
Tra i principali risultati i seguenti:
- 1998 : 2º al campionato del mondo under-12 di Oropesa del Mar
- 1999 : 3º al campionato del mondo under-14 di Oropesa del Mar
- 2004 : vince il 73º Campionato ucraino di scacchi
- 2005 : vince alla pari con Boris Gelfand il 38º torneo internazionale di Biel, davanti a Yannick Pelletier, Christian Bauer, Hikaru Nakamura e Magnus Carlsen
- 2015 : vince per la seconda volta il Campionato ucraino.
- 2016 : in settembre vince la Medaglia d'Oro individuale alle Olimpiadi scacchistiche con la squadra dell'Ucraina; ha giocato in quinta scacchiera (riserva) e ottenuto 8,5 punti .
- 2021 : in dicembre conquista il suo terzo Campionato ucraino.[2]

Ha partecipato in terza scacchiera alle Olimpiadi di Calvià 2004, vincendo l'oro di squadra con l'Ucraina.